# Ermin Hohlwegler
Ermin Hohlwegler (* 4. August 1900 in Welschingen; † 31. Juli 1970 in Neuhausen) war ein deutscher Gewerkschafter und Politiker (SPD).

## Leben und Beruf
Nach dem Besuch der Volksschule arbeitete Hohlwegler als zunächst als Hilfsarbeiter bei der Georg-Fischer AG. Er wechselte später zur Reichspost und wurde seit 1922 bei der Maggi-Werke AG beschäftigt. Anschließend nahm er als Marinesoldat am Zweiten Weltkrieg teil. Nach dem Kriegsende arbeitete er erneut bei der Maggi-Werke AG und wurde 1945 von der französischen Besatzungsbehörde mit der kommissarischen Werksleitung beauftragt. In der Folgezeit war er Personalchef und Betriebsratsvorsitzender des Unternehmens. Daneben engagierte er sich in der Gewerkschaft Nahrung-Genuss-Gaststätten (NGG) und wurde Vorsitzender eines Kreisausschusses des Deutschen Gewerkschaftsbundes (DGB).

## Politik
Hohlwegler trat 1920 in die SPD ein und war von 1960 bis 1964 Abgeordneter des Baden-Württembergischen Landtages. Im Parlament vertrat er den Wahlkreis Waldshut. Vom 25. April 1952 bis zum 23. Juni 1960 amtierte er als Arbeitsminister in den von den Ministerpräsidenten Reinhold Maier, Gebhard Müller und Kurt Georg Kiesinger geführten Regierungen des Landes Baden-Württemberg. 1959 schlug er vor, dass jeder Bürger ein Gesundheitsbuch ähnlich der elektronischen Gesundheitskarte bei sich tragen solle.

## Ehrungen
- Ermin-Hohlwegler-Straße in Engen